# Akiva Schaffer
Akiva Schaffer (* 1. prosinec 1977) je americký scenárista, režisér, komik a skladatel. Ve svém volném čase se věnuje skupině The Lonely Island a skečovému pořadu Saturday Night Live, kde působí jako scenárista.

## Biografie a styl
Narodil se v kalifornském městě Berkeley v roce 1977. Později vystudoval na vysoké škole University of California, Santa Cruz.
Schaffer se vesměs věnuje situační komedii, comedy hip hop a skečům. Režíroval a/nebo se skladatelsky podílel na skladbách jako "Lazy Sunday", "I Just Had Sex", "Natalie's Rap", "Dick in a Box", "Peyton Manning for the United Way" a "Iran So Far".